# Robert Dowd
Robert Dowd (* 26. Mai 1988 in Billingham, England) ist ein britischer Eishockeyspieler, der seit 2021 erneut bei den Sheffield Steelers in der Elite Ice Hockey League unter Vertrag steht.

## Karriere
Robert Dowd begann seine Karriere als Eishockeyspieler 2000 bei den Billingham Juniors, einem Jugendteam aus seiner Heimatstadt. Dort war er zeitweise gleichzeitig auch für die Billingham Bombers aktiv. 2005 wurde er zudem einmal von den Solihull Kings in der drittklassigen English Premier Ice Hockey League eingesetzt. Anschließend ging er für ein Jahr in die Vereinigten Staaten, konnte sich aber bei den Detroit Trackers nicht durchsetzen und bestritt kein Spiel für das Team aus der Autometropole. Mit 18 Jahren wechselte er nach Sheffield, wo er sowohl bei den Scimitars in der English Premier Ice Hockey League als auch für die Sheffield Steelers in der Elite Ice Hockey League, der höchsten britischen Spielklasse, aktiv war.

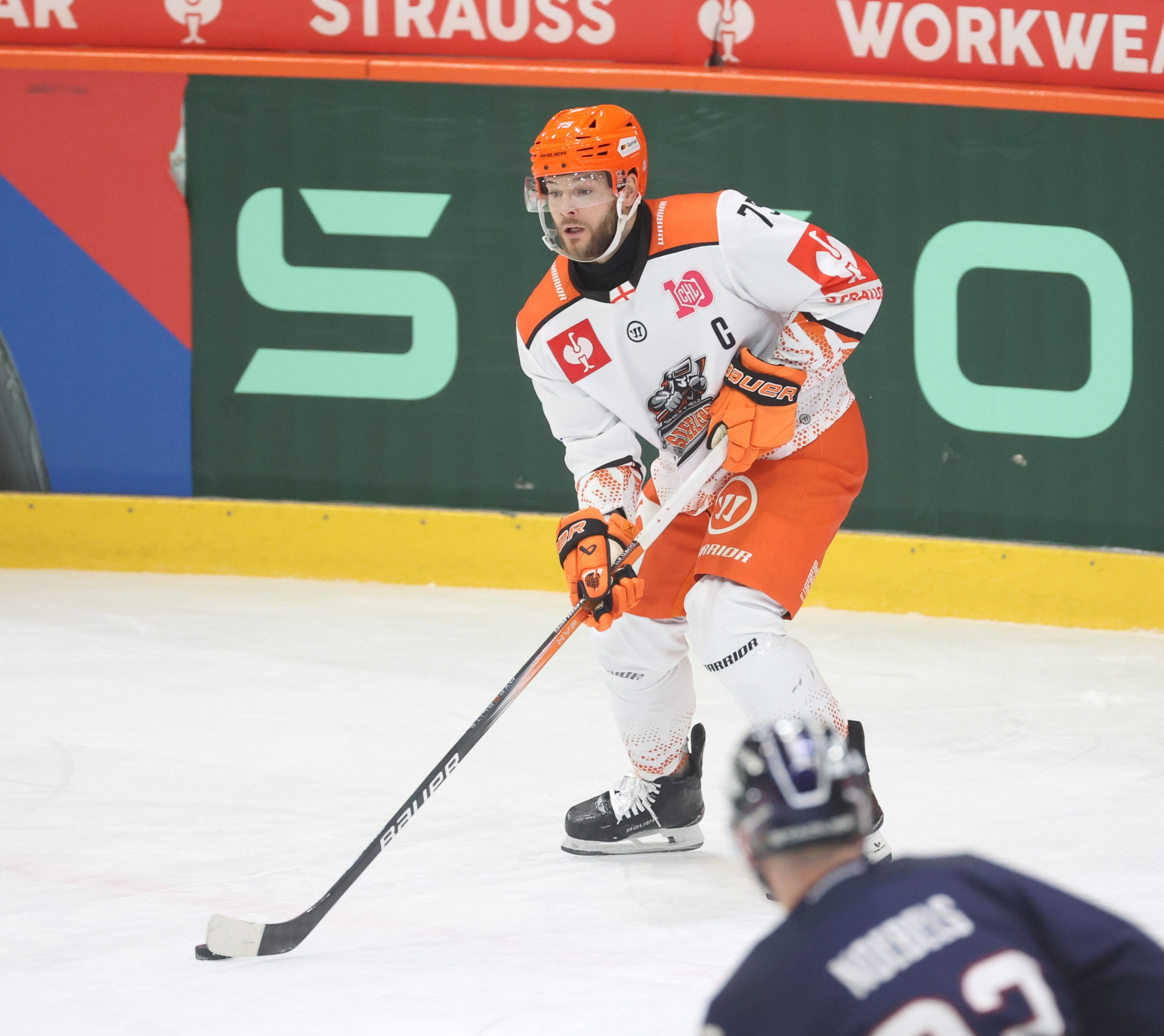
Dowd im Trikot der Sheffield Steelers (2024)

Nach fünf Jahren beim Team aus Yorkshire, mit dem er 2008, 2009 und 2011 die Britische Meisterschaft gewinnen konnte und zudem 2010 Platz drei beim IIHF Continental Cup belegte, wechselte Dowd 2011 zum Ligakonkurrenten Belfast Giants nach Nordirland. Doch schon ein Jahr später zog es ihn zum IF Troja-Ljungby in die zweite schwedische Liga. 2013 kehrte er nach Sheffield zu den Steelers zurück, bei denen er mit Ausnahme eines Abstechers zum HC Eppan Pirates 20020/21  seither spielt. Er konnte mit ihnen 2014, 2017 und 2024 die Playoffs der EIHL gewinnen. 2015, 2016 und 2024 gewann er mit seinem Klub die Hauptrunde der Elite Ice Hockey League und erreichte damit zum wiederholten Mal den britischen Meistertitel. 2020 und 2024 gelang dann deren Pokalsieg. 2022 und 2024 wurde er zum britischen Spieler des Jahres gewählt. Zudem erhielt er 2024 den erstmals vergebenen EIHL Leadership & Professionalism Award. Er absolvierte inzwischen über 600 Spiele in der EIHL.

### International
Für Großbritannien nahm Dowd im Juniorenbereich erstmals an der Division I U18-Junioren-Weltmeisterschaft 2005 teil, als das Team abstieg. Im Folgejahr trug er als Topscorer der Division II mit sechs Toren und acht Assists maßgeblich zum sofortigen Wiederaufstieg des britischen Nachwuchses bei. Bei den U20-Junioren-Weltmeisterschaften 2007 und 2008 spielte er mit der britischen Mannschaft in der Division I.
Sein Debüt in der britischen Herren-Auswahl gab Dowd im November 2008 bei der ersten Runde der Olympiaqualifikation für die Spiele in Vancouver 2010, bei der die Briten hinter Japan und Polen lediglich Dritter wurden und ausschieden. Bei den Weltmeisterschaften der Division I 2009, 2010, 2011, 2012, 2013, 2014, 2015, 2016, 2017, 2018, 2023 und 2025 war er ebenfalls für sein Heimatland am Start. Dabei war er 2012 mit seinen insgesamt fünf Toren in den Spielen gegen die Ukraine (4:3 nach Verlängerung) und Ungarn (5:4), darunter jeweils das Siegtor, nicht nur maßgeblich am Klassenerhalt der Briten in der Gruppe A der Division I beteiligt, sondern wurde auch Topscorer des Turniers. Ein Jahr später traf er lediglich einmal und konnte den Abstieg seines Teams in die Gruppe B der Division I nicht verhindern. 2017 war er gemeinsam mit seinen Landsleuten Colin Shields und Evan Mosey sowie dem Kroaten Borna Rendulić zweitbester Scorer hinter dem Japaner Daisuke Obara und gemeinsam mit Shields auch zweitbester Torschütze hinter Obara, womit er maßgeblich zum Wiederaufstieg in die A-Gruppe der Division I beitrug. Ein Jahr später erzielte er knapp zehn Minuten vor Schluss des entscheidenden Spiels gegen Ungarn den 1:2-Anschlusstreffer und damit den Grundstein zum 3:2-Erfolg nach Penaltyschießen, wodurch die Briten erstmals seit dem Abstieg 1994 wieder in die höchste Leistungsstufe der Weltmeisterschaften aufstiegen. Nach dem Aufstieg spielte er bei den Weltmeisterschaften 2019, 2021 und 2022 in der Top-Division. Auch bei der Weltmeisterschaft 2024 spielte er in der Top-Division. Zudem hatte er im November 2012 und im Februar 2013 seine Farben bei der Olympiaqualifikation für die Spiele in Sotschi 2014 vertreten. Im Gegensatz zur Qualifikation vier Jahre zuvor hatten sich die Briten zwar in der ersten Runde durchsetzen können, mussten dann aber gegen Lettland, Frankreich und Kasachstan zum Teil deutliche Niederlagen hinnehmen. Auch bei den Qualifikationsturnieren für die Olympischen Winterspiele in Mailand 2026 spielte er für Großbritannien.

## Erfolge und Auszeichnungen
- 2008 Britischer Meister mit den Sheffield Steelers
- 2009 Britischer Meister mit den Sheffield Steelers
- 2010 Dritter Platz beim IIHF Continental Cup 2009/10 mit den Sheffield Steelers
- 2011 Britischer Meister mit den Sheffield Steelers
- 2014 Play-off-Champion der Elite Ice Hockey League mit den Sheffield Steelers
- 2015 Britischer Meister mit den Sheffield Steelers
- 2016 Britischer Meister mit den Sheffield Steelers
- 2017 Play-off-Champion der Elite Ice Hockey League mit den Sheffield Steelers
- 2020 Gewinn des EIHL-Cups mit den Sheffield Steelers
- 2022 British Player of the Year
- 2024 Britischer Meister, Play-off-Champion der Elite Ice Hockey League und Gewinn des EIHL-Cups mit den Sheffield Steelers
- 2024 British Player of the Year und EIHL Leadership & Professionalism Award

### International
- 2006 Aufstieg in die Division I bei der U18-Junioren-Weltmeisterschaft der Division II
- 2006 Topscorer der U18-Junioren-Weltmeisterschaft der Division II, Gruppe B
- 2012 Topscorer der Weltmeisterschaft der Division I, Gruppe A
- 2017 Aufstieg in die Division I, Gruppe A bei der Weltmeisterschaft der Division I, Gruppe B
- 2018 Aufstieg in die Top-Division bei der Weltmeisterschaft der Division I, Gruppe A
- 2023 Aufstieg in die Top-Division bei der Weltmeisterschaft der Division I, Gruppe A
- 2025 Aufstieg in die Top-Division bei der Weltmeisterschaft der Division I, Gruppe A

## Statistik
(Stand: Ende der Saison 2024/25)